# François Bourdelin
Pour les articles homonymes, voir Bourdelin.
François Bourdelin, secrétaire, traducteur français, membre de l'Académie royale des inscriptions et belles-lettres, né à Senlis le 15 juillet 1668, et mort le 24 mai 1717 .

## Biographie
Il est le fils de Claude Bourdelin, apothicaire et membre de l'Académie royale des sciences. Pendant les vacances, son père emmenait ses fils voyager pour les encourager à l'étude, en France et dans les pays étrangers. Il était destiné à la Pharmacie, mais il a montré une répugnance à suivre ces études. Finalement il a accepté de suivre des études de droit pour devenir avocat mais lui permettant de s'adonner à son goût d'apprendre les langues étrangères, les mœurs et les usages des différents peuples. Au lieu de l'étude du droit, il a appris l'italien, l'espagnol, l'anglais, l'allemand et même un peu d'arabe, d'histoire et de politique.
M. de Bonrepaus étant nommé ambassadeur de France au Danemark (1692-1697), il lui a proposé de venir à Copenhague comme secrétaire d'ambassade. Son père lui a donné son accord. Il y passa 18 mois, mais ne supportant pas le climat, il est revenu à Paris. Son père lui a acheté une charge de conseiller au Châtelet. Il a alors occupé ses temps libres en donnant des conférences sur les belles lettres et étudiant l'Antiquité.
Au renouvellement de l'Académie royale des inscriptions et belles lettres, il a été reçu comme élève, en 1701. Son amitié avec le comte de Pontchartrain lui a permis d'être chargé de la traduction des dépêches étrangères qui arrivaient dans son bureau. En 1705 il a été nommé vétéran dans l'Académie royale des inscriptions et belles-lettres car son travail à Versailles ne lui permettait plus d'assister régulièrementaux assemblées de l'académie.
Après la mort de son père, fin 1699, il s'est établi à Versailles et il a travaillé comme secrétaire traducteur du ministre pendant sept ou huit ans. Souhaitant être employé dans le personnel diplomatique, il a pris une charge de gentilhomme ordinaire. Mais après la mort de son frère, premier médecin de la dauphine, en 1711, cette possibilité d'emploi étant devenue peu probable, il s'est marié avec Anne Françoise Brisson et a acheté une terre près de Paris. Après son retour de Versailles, il a repris sa participation aux assemblées de l'Académie. 
Il a alors entrepris deux travaux :
- expliquer toutes médailles modernes frappées depuis deux ou trois siècles,
- traduire le The True Intellectual System of the Universe publié en 1678 par Ralph Cudworth, professeur à l'université de Cambridge.

La fièvre l'a emporté le 24 mai 1717.

## Famille
- Claude Bourdelin (1621-1699), médecin, membre de l'Académie royale des sciences en 1666, académicien chimiste en 1666, pensionnaire chimiste, premier titulaire nommé par Louis XIV le 28 janvier 1699[1], marié à Madeleine de La Motte :
  - Claude Bourdelin (1667-1711), reçu docteur en médecine de la Faculté de Paris en 1692, associé anatomiste de l'Académie royale des sciences en 1699, premier médecin de Madame la duchesse de Bourgogne en 1703, son premier médecin en 1708, nommé associé botaniste de l'Académie en 1708[2]. Il s'est marié avec Françoise Claire Mercier[3] en 1692, fille de Louis Mercier, bourgeois de Paris et de Geneviève Guidé :
    - Louis-Claude Bourdelin (1696-1777), docteur en médecine de la Faculté de Paris en 1720, membre de l'Académie royale des sciences en 1726, chimiste[4]. Professeur au Jardin du roi en 1743, médecin des filles de Louis XV en 1761. Il s'est marié à Madeleine Dubois en 1719 (décédée en 1762).
    - Henri François Bourdelin (1709-1750), sieur de Rumilly, docteur de médecine en 1733, régent de la Faculté de médecine de Paris. Il s'est marié à Marie-Madeleine Quignon[5] :
      - Louis-Henri Bourdelin (1743-1775)[6], reçu docteur en médecine de la Faculté de Paris le 23 août 1768, et mort phtisique à Amiens[7].
      - Adélaïde-Madeleine Bourdelin (1746-1825), mariée en 1765 avec Adrien Christophe Bellot de Busy (mort en 1789), contrôleur général de l'extraordinaire des guerres, remariée à François-Xavier Aubery qui a dilapidé la fortune de sa femme.
        - Adrien-Louis Bellot de Busy ;
        - Florent-Joseph Bellot de Busy (1768-1834), médecin chef des armées :
          - Adrien Joseph Bellot de Busy (1798-1871), comte de Busy

  - François Bourdelin (1668-1717), interprète du ministère des Affaires étrangères, membre de l'Académie royale des inscriptions et belles-lettres en 1701. Après la mort de son frère, il a acheté la terre du Rumilly, près de Paris et s'est marié avec Anne Françoise Brion :
    - Albert-François Bourdelin (1716- ), mestre de camp de cavalerie.